# New Braunfels
New Braunfels je město v okresech Comal County a Gaudalupe County ve státě Texas ve Spojených státech amerických. Je severovýchodním předměstím sedmého nejlidnatějšího města v Texasu, San Antonia, přičemž se od něj nachází asi 51 kilometrů. Zároveň se nachází 77 kilometrů jihozápadně od Austinu, hlavního města Texasu. 
K roku 2020 zde žilo 90 403 obyvatel. S celkovou rozlohou 118 km² byla hustota zalidnění 940 obyvatel na km². Ještě v roce 2000 přitom populace města čítala 36 494 osob. V letech 2010 až 2020 byl New Braunfels městem s třetím největším přírůstkem obyvatel ze všech měst USA. K roku 2022 byla populace New Braunfels odhadována již na 104 707 obyvatel. Město bylo pojmenováno po Solms-Braunfels v Německu, přičemž při zakládání města byli příchozí Němci hlavní skupinou obyvatel, která se v něm usadila. Město se nachází v oblasti s vlhkým subtropickým podnebím. 